# I Won't Forget
I Won't Forget è un singolo del gruppo musicale norvegese Shining, pubblicato il 2 febbraio 2013 come unico estratto dal sesto album in studio One One One.

## Tracce
Testi e musiche di Jørgen Munkeby.
Download digitale – 1ª versione
1. I Won't Forget – 3:51

Download digitale – 2ª versione
1. I Won't Forget (Single Mix) – 3:51
2. I Won't Forget (Radio Edit) – 3:01

## Formazione
Gruppo
- Jørgen Munkeby – voce, chitarra, sassofono, tastiera, sintetizzatore, programmazione
- Torstein Lofthus – batteria
- Tor Egil Kreken – basso
- Håkon Sagen – chitarra

Produzione
- Jørgen Munkeby – produzione, registrazione
- Sean Beavan – coproduzione, missaggio
- Tom Baker – mastering
- Mike Hartung – registrazione